# Liste der Baudenkmäler in Pfarrweisach
Auf dieser Seite sind die Baudenkmäler in der unterfränkischen Gemeinde Pfarrweisach zusammengestellt. Diese Tabelle ist eine Teilliste der Liste der Baudenkmäler in Bayern. Grundlage ist die Bayerische Denkmalliste, die auf Basis des Bayerischen Denkmalschutzgesetzes vom 1. Oktober 1973 erstmals erstellt wurde und seither durch das Bayerische Landesamt für Denkmalpflege geführt wird. Die folgenden Angaben ersetzen nicht die rechtsverbindliche Auskunft der Denkmalschutzbehörde.
 Diese Liste gibt den Fortschreibungsstand vom 16. April 2020 wieder und enthält 45 Baudenkmäler.

## Baudenkmäler nach Ortsteilen

### Pfarrweisach
| Lage                                                          | Objekt                                     | Beschreibung | Akten-Nr.              | Bild                                    |
| ------------------------------------------------------------- | ------------------------------------------ | --- | ---------------------- | --------------------------------------- |
| Bahnhofstraße (Standort)                                      | Bildstock, sogenannter Fuchsenbildstock    | Säule mit flachem Aufsatz und Kreuzigungsrelief, um 1650, auf Inschriftsockel von 1857. | D-6-74-184-7           | Bildstock, sogenannter Fuchsenbildstock |
| Hauptstraße 28 (Standort)                                     | Wohnhaus                                   | Zweigeschossiges und traufständiges Halbwalmdachhaus, Erdgeschoss Sandsteinquader, Obergeschoss in Zierfachwerk, wohl 17. Jahrhundert. | D-6-74-184-3           | weitere Bilder                          |
| Hauptstraße 32, an der Straße Richtung Junkersdorf (Standort) | Wegkapelle                                 | Offenes Gehäuse mit Satteldach, 18./19. Jahrhundert. | D-6-74-184-8           | weitere Bilder                          |
| Lohrer Straße 2 (Standort)                                    | Gasthof Adler                              | Zweigeschossiges und giebelständiges Fachwerkhaus mit Halbwalmdach, um 1800. | D-6-74-184-4           | weitere Bilder                          |
| Lohrer Straße 2 (Standort)                                    | Klassizistisches Wirtshausschild           | Schmiedeeisen, bezeichnet „1800“ | D-6-74-184-4 zugehörig | Klassizistisches Wirtshausschild        |
| Nähe Lohrer Straße (Standort)                                 | Brückenfigur des heiligen Johannes Nepomuk | Auf Inschriftsockel, Sandstein, bezeichnet mit „1747“. | D-6-74-184-9           | weitere Bilder                          |
| Pfarrgasse 1/Hauptstraße (Standort)                           | Gasthof zur Rose                           | Vierflügelanlage, mit zweigeschossigem Fachwerkhaus in Ecklage, mit geschnitzten Konsolen, Zierfachwerk und Halbwalmdach, 17. Jahrhundert. | D-6-74-184-5           | weitere Bilder                          |
| Pfarrgasse 1/Hauptstraße (Standort)                           | Wirtshausschild                            | Schmiedeeisen, bezeichnet mit „1808“. | D-6-74-184-5 zugehörig | weitere Bilder                          |
| Pfarrgasse 1/Hauptstraße, an der Hausecke (Standort)          | Kilometerstein                             | Kilometer 35, Ende 19. Jahrhundert. | D-6-74-184-5 zugehörig | weitere Bilder                          |
| Pfarrgasse 2 (Standort)                                       | Torhaus zum Kirchhof                       | Zweigeschossiges und traufständiges Halbwalmdachhaus mit Torbogen in Sandstein, bezeichnet mit „1609“, und Fachwerkobergeschoss des 18. Jahrhunderts. | D-6-74-184-2           | weitere Bilder                          |
| Pfarrgasse 4 (Standort)                                       | Katholische Pfarrkirche St. Kilian         | Dreischiffige Hallenkirche mit eingezogenem Chor und Satteldach, 1516/19, Erhöhung des Langhauses von Joseph Greissing 1715–17, nördlicher Chorflankenturm bezeichnet mit „1499“, mit welscher Haube von 1685, Werksteingliederungen in Sandstein, restauriert 1891; mit Ausstattung. | D-6-74-184-1           | weitere Bilder                          |
| Pfarrgasse 4 (Standort)                                       | Kirchhofmauer                              | Aus Hausteinquadern und Bruchstein, Sandstein, wohl 18. Jahrhundert. | D-6-74-184-1 zugehörig | weitere Bilder                          |
| Pfarrgasse 4, im Pfarrgarten (Standort)                       | Bildstock                                  | Säule auf Sockel, Aufsatz mit Kreuzigungsgruppe und Heiligen, bezeichnet mit „1707“. | D-6-74-184-6           | weitere Bilder                          |

### Dürrnhof
| Lage                   | Objekt                                   | Beschreibung | Akten-Nr.     | Bild                                     |
| ---------------------- | ---------------------------------------- | --- | ------------- | ---------------------------------------- |
| Dürrnhof 11 (Standort) | Wohnhaus, ehemalige Forstgehilfenwohnung | Eingeschossiges Satteldachhaus aus Sandsteinquadern mit Fachwerkgiebel, vor 1837; erstmals 1388 im Zusammenhang mit dem Wehrspeicher von Dürrnhof erwähnt. | D-6-74-184-10 | Wohnhaus, ehemalige Forstgehilfenwohnung |

### Junkersdorf an der Weisach
| Lage                        | Objekt                         | Beschreibung | Akten-Nr.               | Bild           |
| --------------------------- | ------------------------------ | --- | ----------------------- | -------------- |
| Brauhausstraße 2 (Standort) | Kommunbrauhaus                 | Eingeschossiger und giebelständiger Sandsteinquaderbau mit Satteldach, Mitte 19. Jahrhundert.                                                                                | D-6-74-184-27           | weitere Bilder |
| Hauptstraße 13 (Standort)   | Wohnhaus                       | Eingeschossiges und giebelständiges Fachwerkhaus mit Satteldach, bezeichnet mit „1843“.                                                                                      | D-6-74-184-11           | weitere Bilder |
| Hauptstraße 15 (Standort)   | Bauernhaus                     | Eingeschossiger und giebelständiger Halbwalmdachbau mit Werksteingliederungen, Fachwerkgiebel und traufseitiger Laube, 1798.                                                 | D-6-74-184-12           | weitere Bilder |
| Hauptstraße 15 (Standort)   | Hoftor                         | Quaderpfeiler aus Sandstein, mit profilierten Kämpfern und Kugelaufsätzen, Fußgängerpforte mit profiliertem Rahmen und Kugelaufsätzen, Sandstein, barock, 18. Jahrhundert.   | D-6-74-184-12 zugehörig | weitere Bilder |
| Hauptstraße 18 (Standort)   | Wohnhaus                       | Zweigeschossiges und giebelständiges Satteldachhaus mit Sitznischenportal, Freitreppe, Fachwerkobergeschoss und Fachwerkgiebel, Zierfachwerk, Renaissance, um 1600.          | D-6-74-184-13           | weitere Bilder |
| Nähe Kirchplatz (Standort)  | Evangelisch-lutherische Kirche | Saalbau mit Satteldach und mächtigem Chorturm, Sandsteinquader, spätromanisch, 13. Jahrhundert, Turm mit Fachwerkobergeschoss und Mansardwalmdach von 1797; mit Ausstattung. | D-6-74-184-14           | weitere Bilder |

### Kraisdorf
| Lage                                   | Objekt                                   | Beschreibung | Akten-Nr.     | Bild           |
| -------------------------------------- | ---------------------------------------- | --- | ------------- | -------------- |
| Alte Dorfstraße 17 (Standort)          | Hausfigur                                | Heilige Familie, Mitte 17. Jahrhundert. Offenbar abgegangen. | D-6-74-184-16 | Hausfigur      |
| Baunach (Standort)                     | Zweijochige Bogenbrücke über die Baunach | Sandsteinquader, 1805–07. | D-6-74-184-44 | weitere Bilder |
| Brünner Straße 8 (Standort)            | Wohnstallhaus                            | Eingeschossiger und giebelständiger Fachwerkbau mit Steinstall und Giebel in Zierfachwerk, um 1700.                                                                 | D-6-74-184-28 | weitere Bilder |
| Weißgasse 6 (Standort)                 | Katholische Filialkirche Ss. Sacramentum | Saalbau mit Walmdach, Rundapsis und Chordachreiter mit Pyramidendach, modern-historisierender Bau, bezeichnet mit „1912“, von Fritz Fuchsenberger; mit Ausstattung. | D-6-74-184-15 | weitere Bilder |
| Nähe Weißgasse, im Friedhof (Standort) | Kreuzigungsgruppe                        | Kruzifix im Dreinageltyp, Maria und Johannes auf Inschriftsockeln, Sandstein, 1914.                                                                                 | D-6-74-184-29 | weitere Bilder |

### Lichtenstein
| Lage                                              | Objekt                                                    | Beschreibung | Akten-Nr.               | Bild                                              |
| ------------------------------------------------- | --------------------------------------------------------- | --- | ----------------------- | ------------------------------------------------- |
| In Lichtenstein (Standort)                        | Nordburg                                                  | Ruinenanlage mit ehemaliger Kapelle, Bergfried, Torbauten und Bering, Sandsteinmauerwerk mit Haustein, Buckelquadern und Bruchstein, 1232 belegt, Ausbau um 1420/30.                                                                                  | D-6-74-184-18           | weitere Bilder                                    |
| In Lichtenstein (Standort)                        | Evangelisch-lutherische Pfarrkirche                       | Saalbau mit Satteldach, Dachreiter mit Zwiebelhaube und Werksteingliederungen, 1710–1729 errichtet anstelle einer Ganerbenburg; mit Ausstattung. | D-6-74-184-17           | weitere Bilder                                    |
| Lichtenstein 1 (Standort)                         | Südburg                                                   | Burganlage, um Hof gruppiert, mit gotischem Wohnturm und angegliedertem dreigeschossigem Renaissancebau, Zwinger, Wehrgang, Massivbauten, teilweise mit Fachwerkobergeschoss und Fachwerkgiebel und unterschiedlichen Dächern, 15./16. Jahrhundert.   | D-6-74-184-19           | weitere Bilder                                    |
| Lichtenstein 1, 4, 49, in Lichtenstein (Standort) | Bering                                                    | Trapezförmig, an der Südostecke mit gotischer Toranlage, Sandsteinmauern in Bruchstein und Haustein, in Teilen erhalten, 13.–15. Jahrhundert; südwestlich sogenannte Braunstallung und anschließende Sandsteinmauern, spätes 15. bis 16. Jahrhundert. | D-6-74-184-19 zugehörig | weitere Bilder                                    |
| Lichtenstein 1, 4, 49 (Standort)                  | Wirtschaftshof südlich der Südburg, Torbogen              | An der Südseite, mit Fußgängerpforte und Wappentafel, Sandstein, bezeichnet mit „1709“. | D-6-74-184-20           | weitere Bilder                                    |
| Lichtenstein 2, 3 (Standort)                      | Wirtschaftshof südlich der Südburg, zwei Wohnhäuser       | Den Torbogen flankierend, eingeschossiger Halbwalmdachbau, 18./19. Jahrhundert, und Frackdachbau mit Halbwalm, 18./19. Jahrhundert | D-6-74-184-20 zugehörig | weitere Bilder                                    |
| Lichtenstein 4 (Standort)                         | Wirtschaftshof südlich der Südburg, Scheune               | An der Südwestseite, eingeschossiger Hausteinbau mit Halbwalmdach, erste Hälfte 19. Jahrhundert. | D-6-74-184-20 zugehörig | Wirtschaftshof südlich der Südburg, Scheune       |
| Lichtenstein 4 (Standort)                         | Wirtschaftshof südlich der Südburg, zwei Scheunen         | An der Nordseite, Fachwerkbauten mit Satteldach, 19. Jahrhundert. | D-6-74-184-20 zugehörig | Wirtschaftshof südlich der Südburg, zwei Scheunen |
| Lichtenstein 4 (Standort)                         | Wirtschaftshof südlich der Südburg, Wohnhaus der Ökonomie | Auf der Nordseite, zweigeschossiger Walmdachbau mit Fachwerk, bezeichnet mit „1802“(?). | D-6-74-184-20 zugehörig | BW                                                |
| Lichtenstein 12 (Standort)                        | Wohnhaus                                                  | Eingeschossiges und giebelständiges Halbwalmdachhaus, Sandsteinquader, bezeichnet mit „1837“. | D-6-74-184-21           | weitere Bilder                                    |
| Lichtenstein 14 (Standort)                        | Wohnhaus                                                  | Zweigeschossiges und giebelständiges Satteldachhaus, Sandsteinquader, um 1850. | D-6-74-184-22           | weitere Bilder                                    |
| Lichtenstein 18 (Standort)                        | Ehemaliges Schulhaus                                      | Zweigeschossiger Sandsteinquaderbau mit Walmdach, 1908. | D-6-74-184-31           | weitere Bilder                                    |
| Lichtenstein 18 (Standort)                        | Nebengebäude                                              | Eingeschossige Walmdachbauten mit Laube, Sandsteinquader und Fachwerk, um 1908/10. | D-6-74-184-31 zugehörig | BW                                                |

### Lohr
| Lage                                                                            | Objekt                                 | Beschreibung | Akten-Nr.               | Bild                                   |
| ------------------------------------------------------------------------------- | -------------------------------------- | --- | ----------------------- | -------------------------------------- |
| Gereuth, am nach Norden führenden Weg zwischen Lohr und Pfarrweisach (Standort) | Gedenkstein, sogenannter Krämer-Stein  | Stichbogige Sandsteinstele mit Inschrift, 1945. | D-6-74-184-45           | Gedenkstein, sogenannter Krämer-Stein  |
| Leite, südwestlich des Ortes am Weg nach Römmelsdorf (Standort)                 | Wegkreuz                               | Dreinageltypus auf Inschriftensockel, Sandstein, neugotisch, bezeichnet mit „1900“.                                                                                                  | D-6-74-184-34           | Wegkreuz                               |
| Lohr 31 (Standort)                                                              | Kommunbrauhaus                         | Eineinhalbgeschossiger Sandsteinquaderbau mit Halbwalmdach, erste Hälfte 19. Jahrhundert.                                                                                            | D-6-74-184-32           | Kommunbrauhaus                         |
| Lohr 32 (Standort)                                                              | Ehemalige Schule                       | Eingeschossiger giebelständiger Sandsteinquaderbau mit Satteldach, klassizistisch, Mitte 19. Jahrhundert.                                                                            | D-6-74-184-33           | Ehemalige Schule                       |
| Vor Lohr 32 (Standort)                                                          | Marienstatue                           | Mit barockisierendem Sandsteinsockel, bezeichnet „1884“, signiert „von Stengel“. | D-6-74-184-33 zugehörig | Marienstatue                           |
| Lohr 33 (Standort)                                                              | Katholische Kuratiekirche Mariä Geburt | Saalbau mit Satteldach und Chorturm mit Zwiebelhaube, Nordportal mit gesprengtem Giebel, Werksteingliederungen, Sandstein, 1714/1729, Turmunterbau 16. Jahrhundert; mit Ausstattung. | D-6-74-184-23           | Katholische Kuratiekirche Mariä Geburt |
| In Lohr, am Ortsende Richtung Pfarrweisach (Standort)                           | Wegkapelle                             | Satteldachbau mit Werksteingliederungen in Sandstein, bezeichnet mit „1902“. | D-6-74-184-25           | Wegkapelle                             |
| Rot (Standort)                                                                  | Bildstock                              | Säule auf Sockel, flacher Aufsatz mit rundbogigem Reliefbildfeld, Sandstein, barock, 1680.                                                                                           | D-6-74-184-24           | Bildstock                              |
| Stetten (Standort)                                                              | Wegkapelle                             | Offenes Gebäude mit Satteldach, Altarmensa, bezeichnet mit „1746“. | D-6-74-184-46           | Wegkapelle                             |

### Rabelsdorf
| Lage                      | Objekt                                    | Beschreibung | Akten-Nr.     | Bild                                      |
| ------------------------- | ----------------------------------------- | --- | ------------- | ----------------------------------------- |
| In Rabelsdorf (Standort)  | Katholische Filialkirche St. Bartholomäus | Schlichter Saalbau mit Satteldach und Dachreiter mit Pyramidendach, 1689, restauriert 1992; mit Ausstattung.                        | D-6-74-184-26 | Katholische Filialkirche St. Bartholomäus |
| In Rabelsdorf (Standort)  | Wohnstallhaus                             | Eingeschossiger und giebelständiger Krüppelwalmdachbau, Wohnteil in Fachwerk, Stall in Sandsteinquader, bezeichnet mit „1807“.      | D-6-74-184-40 | weitere Bilder                            |
| Rabelsdorf 4 (Standort)   | Scheune                                   | Mit Satteldach und Fachwerkobergeschoss, bezeichnet mit „1715“.                                                                     | D-6-74-184-35 | Scheune                                   |
| Rabelsdorf 10 (Standort)  | Scheune                                   | Traufständige Fachwerkscheune mit Frackdach, bezeichnet mit „1740“.                                                                 | D-6-74-184-37 | Scheune                                   |
| Rabelsdorf 11 (Standort)  | Wohnstallhaus                             | Eingeschossiges und giebelständiges Fachwerkhaus mit Satteldach auf massivem Kellersockel, bezeichnet mit „1722“ und „1786“.        | D-6-74-184-41 | weitere Bilder                            |
| Rabelsdorf 12 (Standort)  | Wohnhaus                                  | Eingeschossiges und giebelständiges Fachwerkhaus mit Satteldach, bezeichnet mit „1691“.                                             | D-6-74-184-36 | weitere Bilder                            |
| Rabelsdorf 14a (Standort) | Scheune                                   | Ehemals traufständig, mit Fachwerkgiebel und Halbwalmdach, bezeichnet mit „1793“; jetzt zur Straße durch einen Giebelbau erweitert. | D-6-74-184-38 | Scheune                                   |
| Rabelsdorf 22 (Standort)  | Scheune                                   | Giebelständiger Satteldachbau mit Fachwerkobergeschoss, 18. Jahrhundert.                                                            | D-6-74-184-39 | weitere Bilder                            |

### Römmelsdorf
| Lage                     | Objekt     | Beschreibung | Akten-Nr.     | Bild       |
| ------------------------ | ---------- | --- | ------------- | ---------- |
| Römmelsdorf 5 (Standort) | Bauernhaus | Ehemaliges Wohnstallhaus, zweigeschossiger giebelständiger unterkellerter Satteldachbau in Hanglage, Sandsteinquadermauerwerk und Zierfachwerk, hofseitig Freitreppe, bezeichnet 1850 und 1859 | D-6-74-184-42 | Bauernhaus |
| Römmelsdorf 5 (Standort) | Hoftor     | Sandstein, gleichzeitig | D-6-74-184-42 | BW         |
| Sandleite (Standort)     | Kellerhaus | Zweigeschossiges Fachwerkhaus mit Walmdach, mit Kegelbahn, offene Holzbahn mit Satteldach, 1810 und um 1920.                                                                                   | D-6-74-184-43 | Kellerhaus |